# Cemitério de Frankfurt am Main

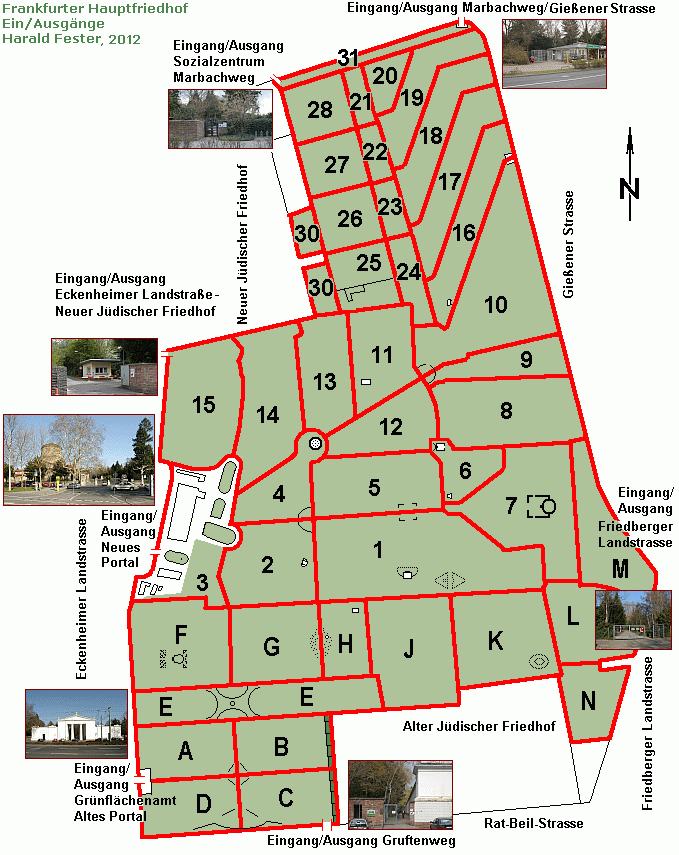
Mapa do cemitério

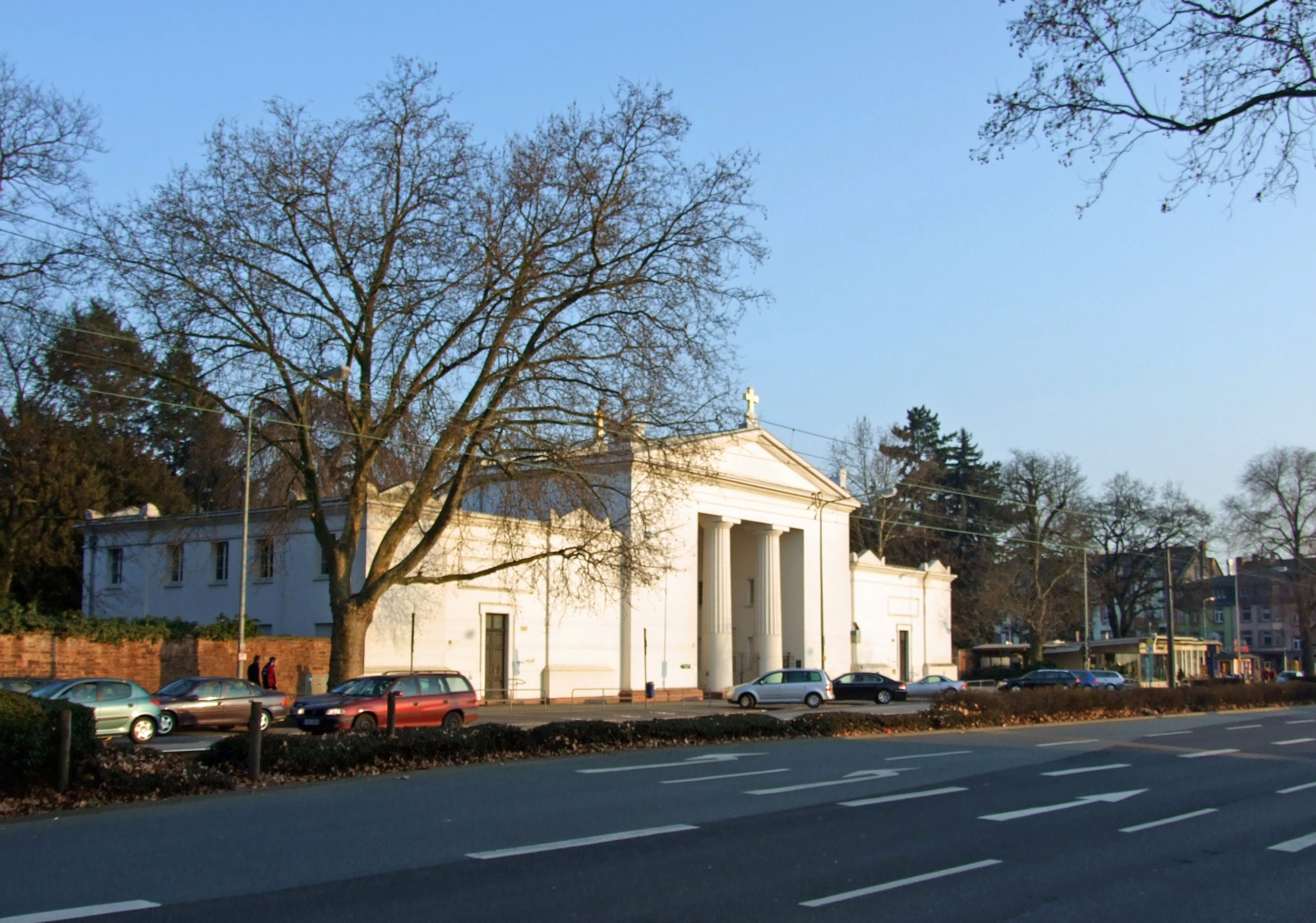
Portal antigo

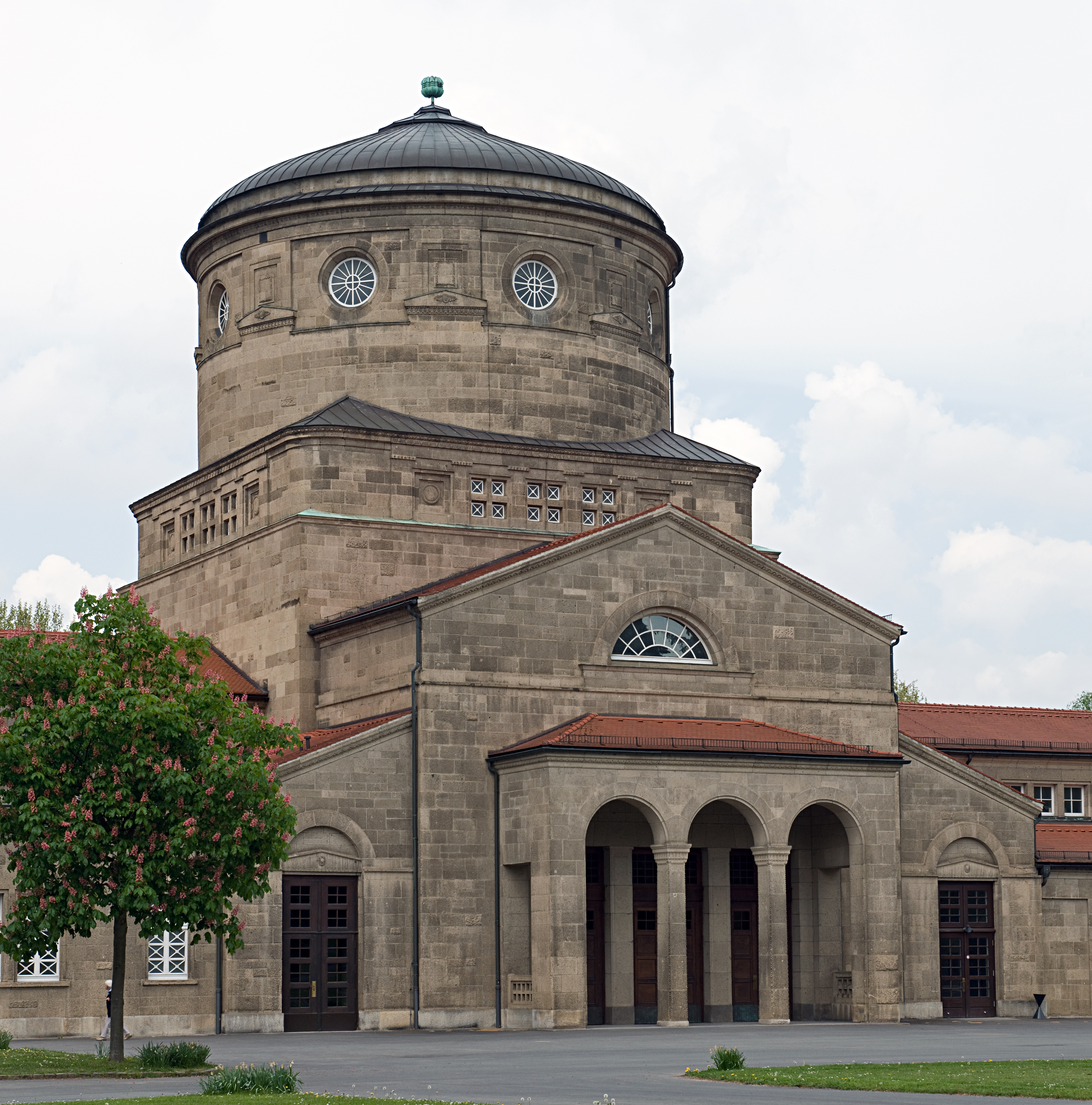

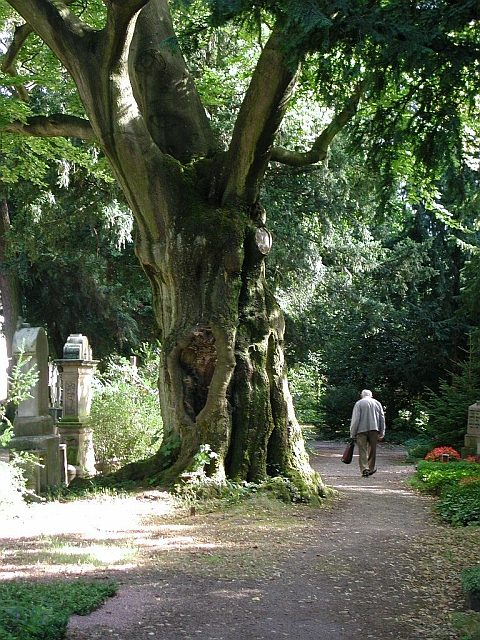

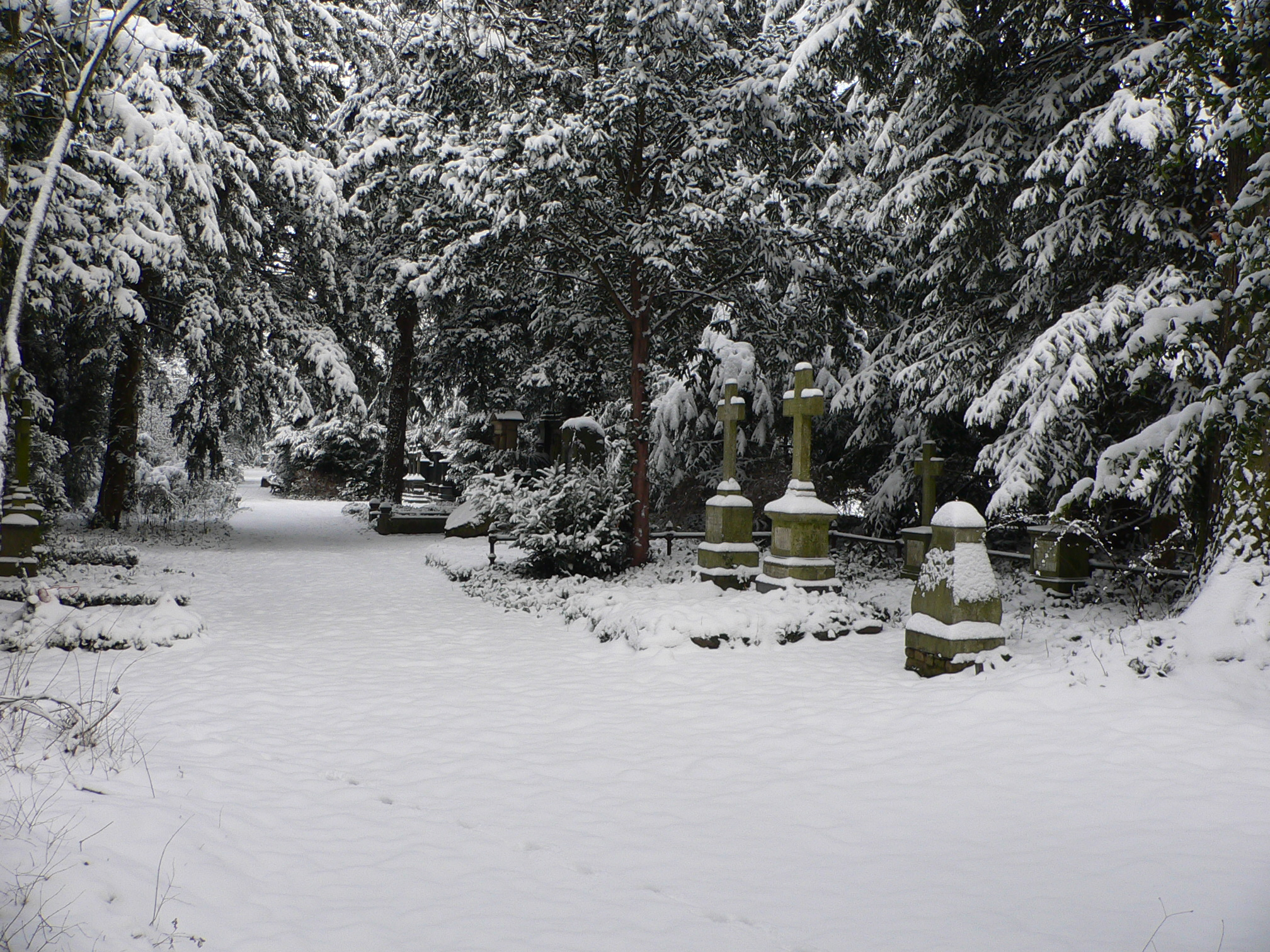

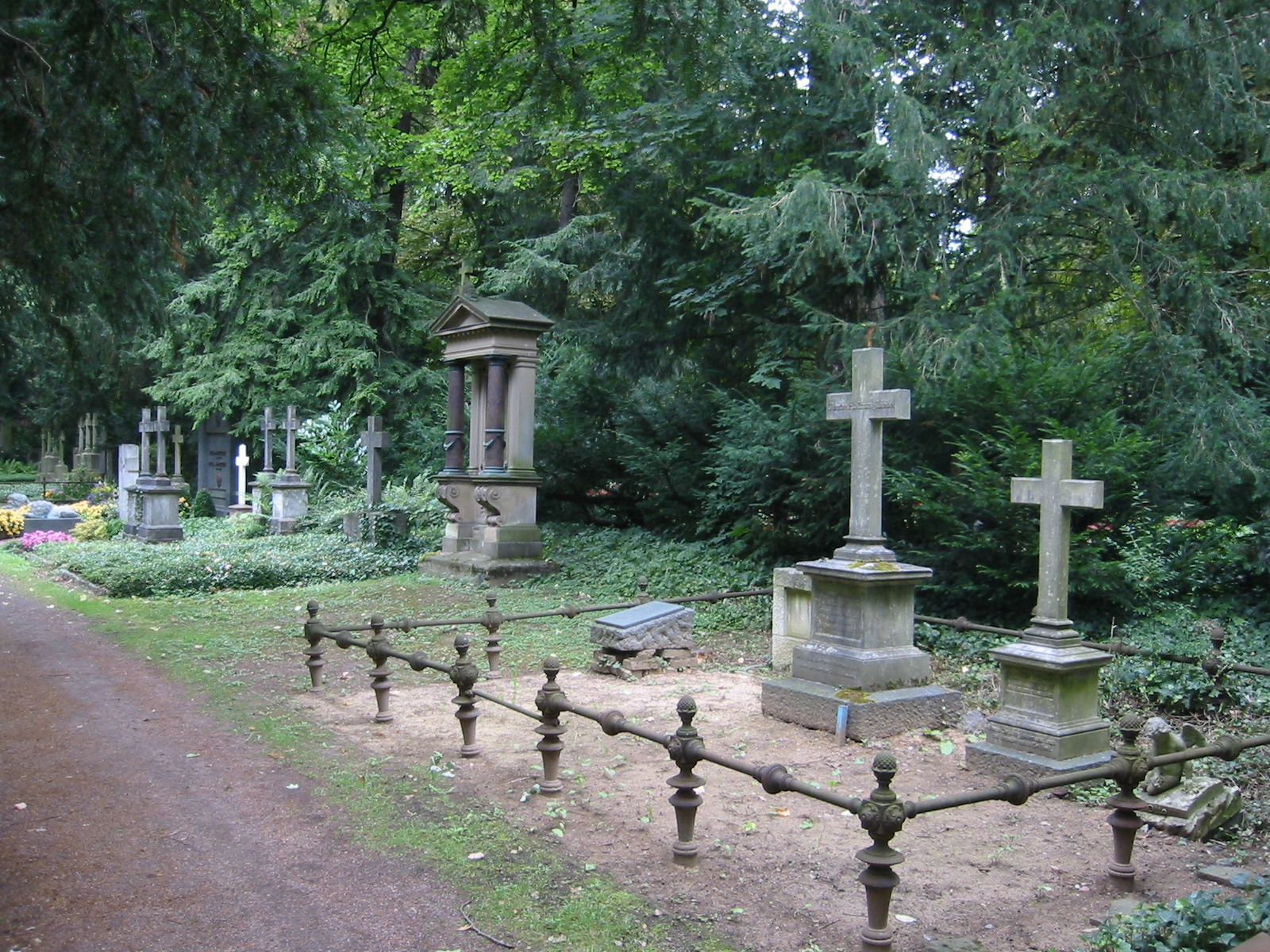

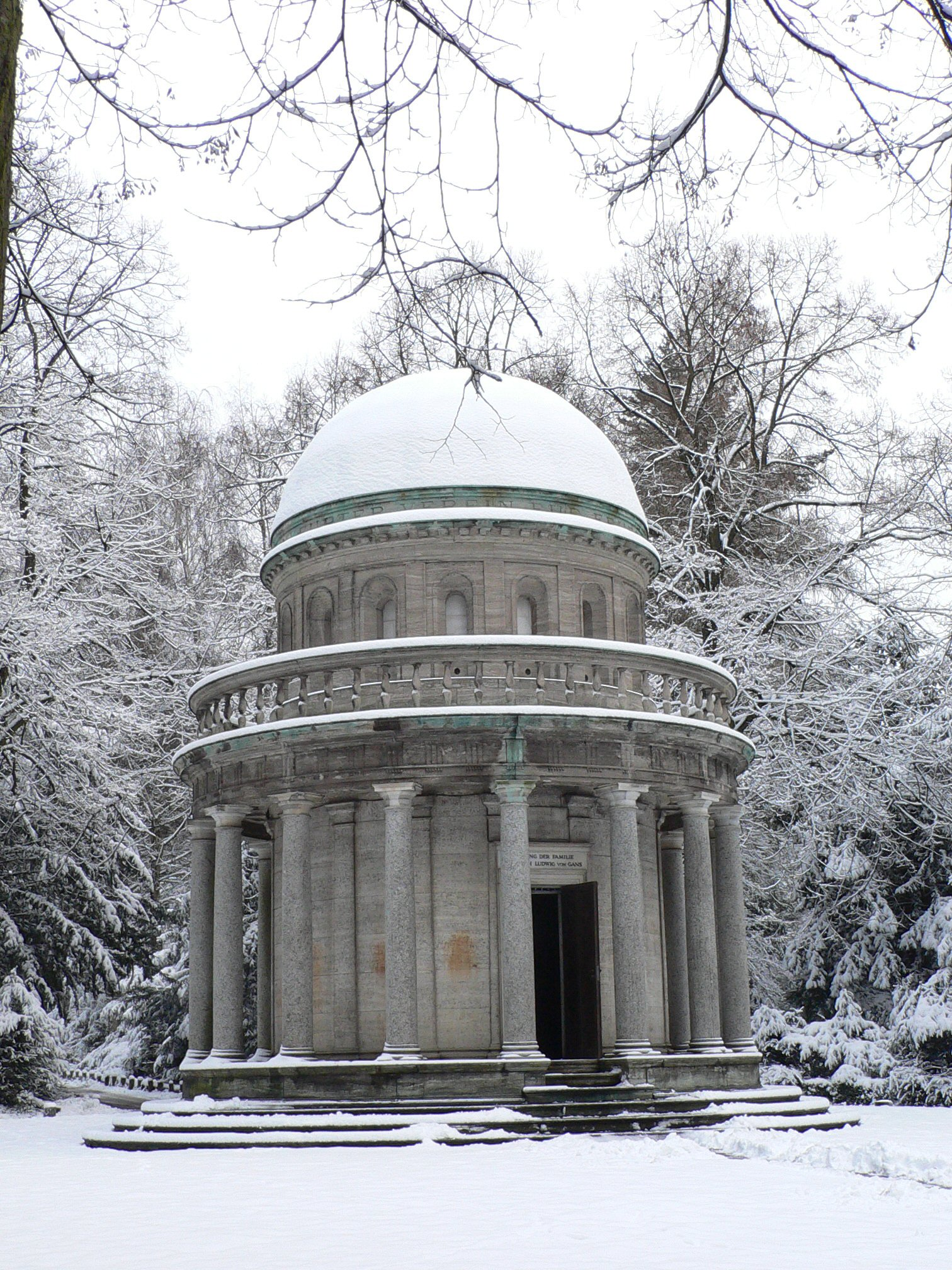
Mausoleu privado da Família Gans de industrialistas.

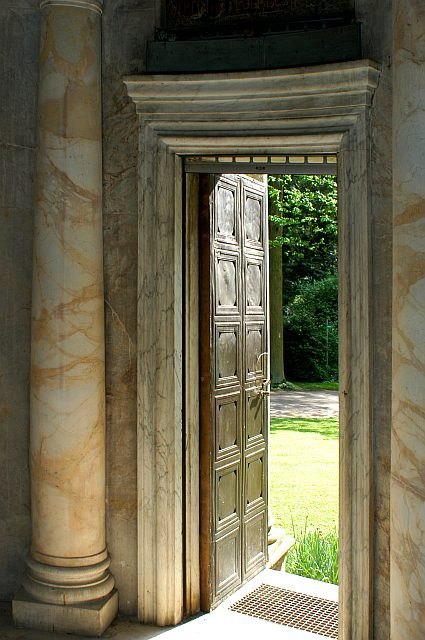
O mausoleu Gans

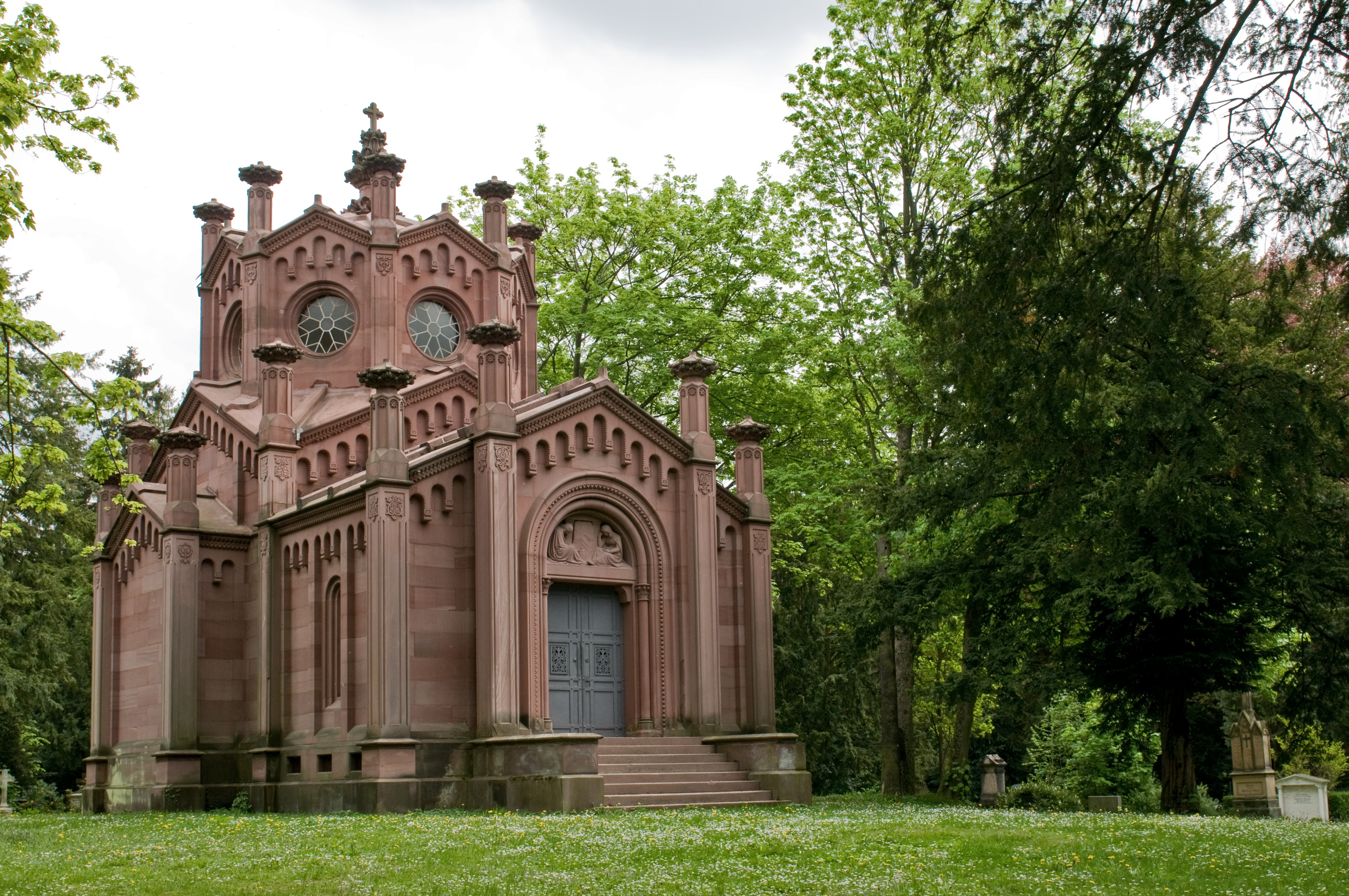
Mausoleum Reichenbach-Lessonitz

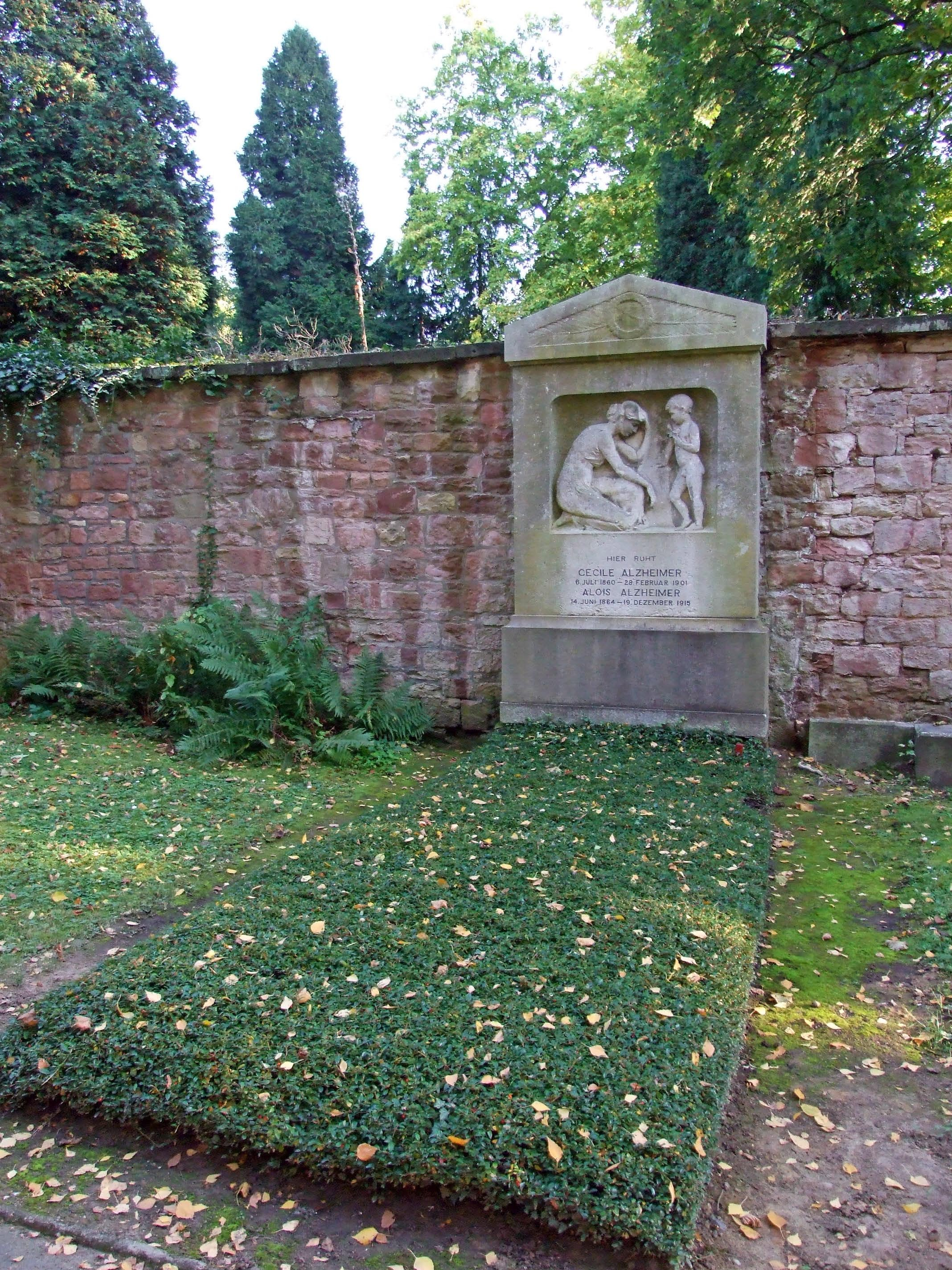
Sepultura de Alois Alzheimer

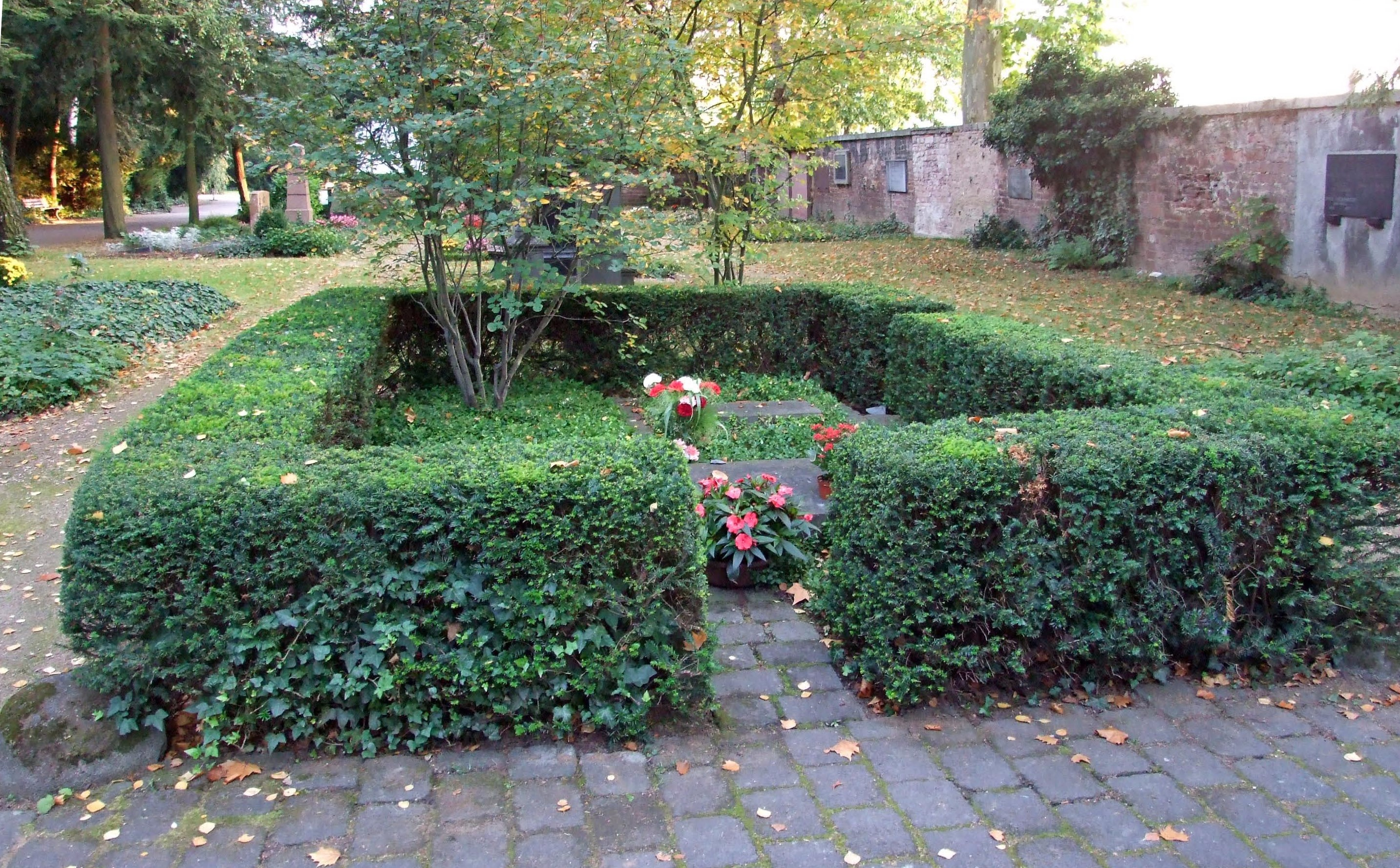
Sepultura de Arthur Schopenhauer

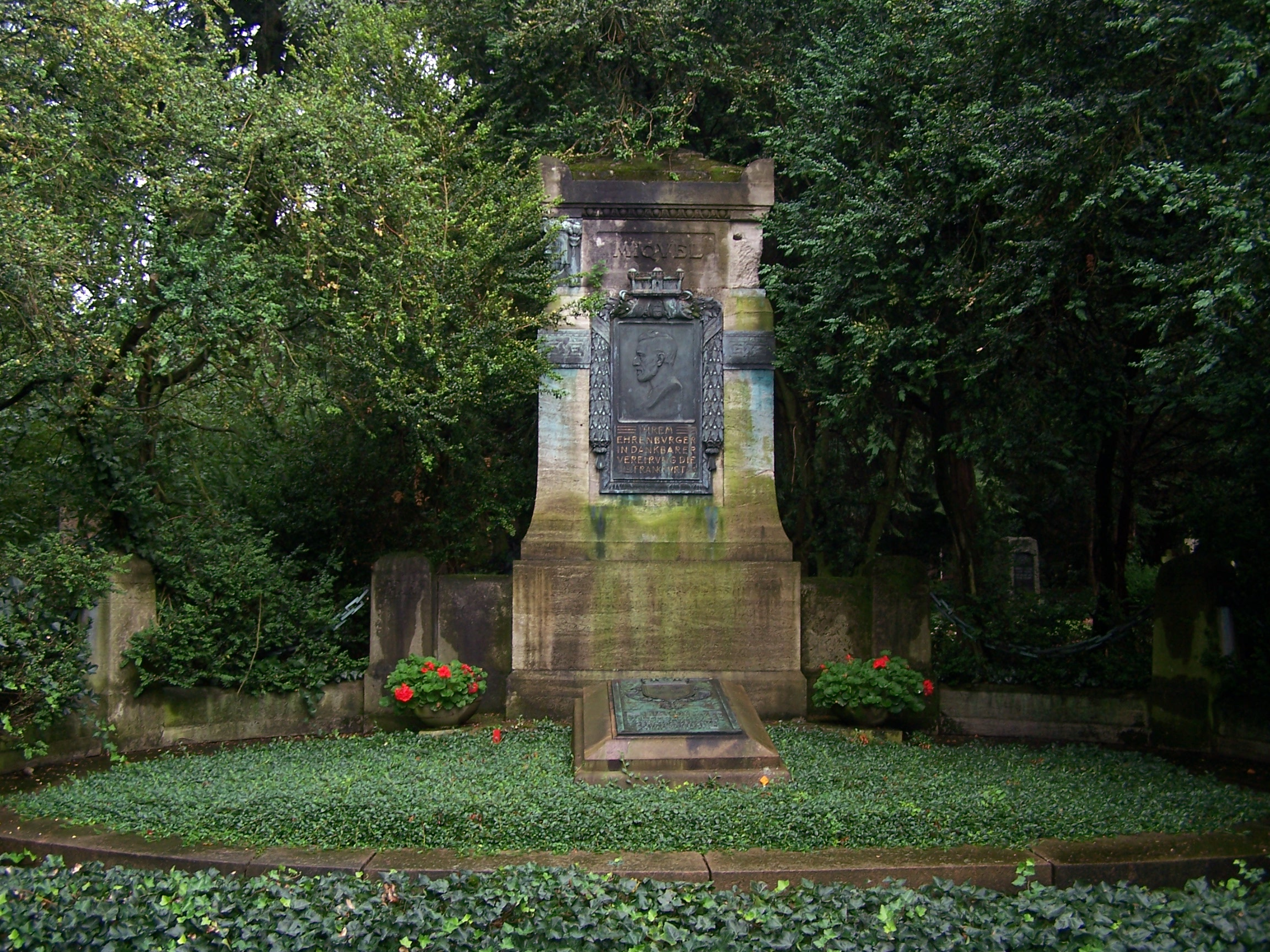
Sepultura de Johannes von Miquel

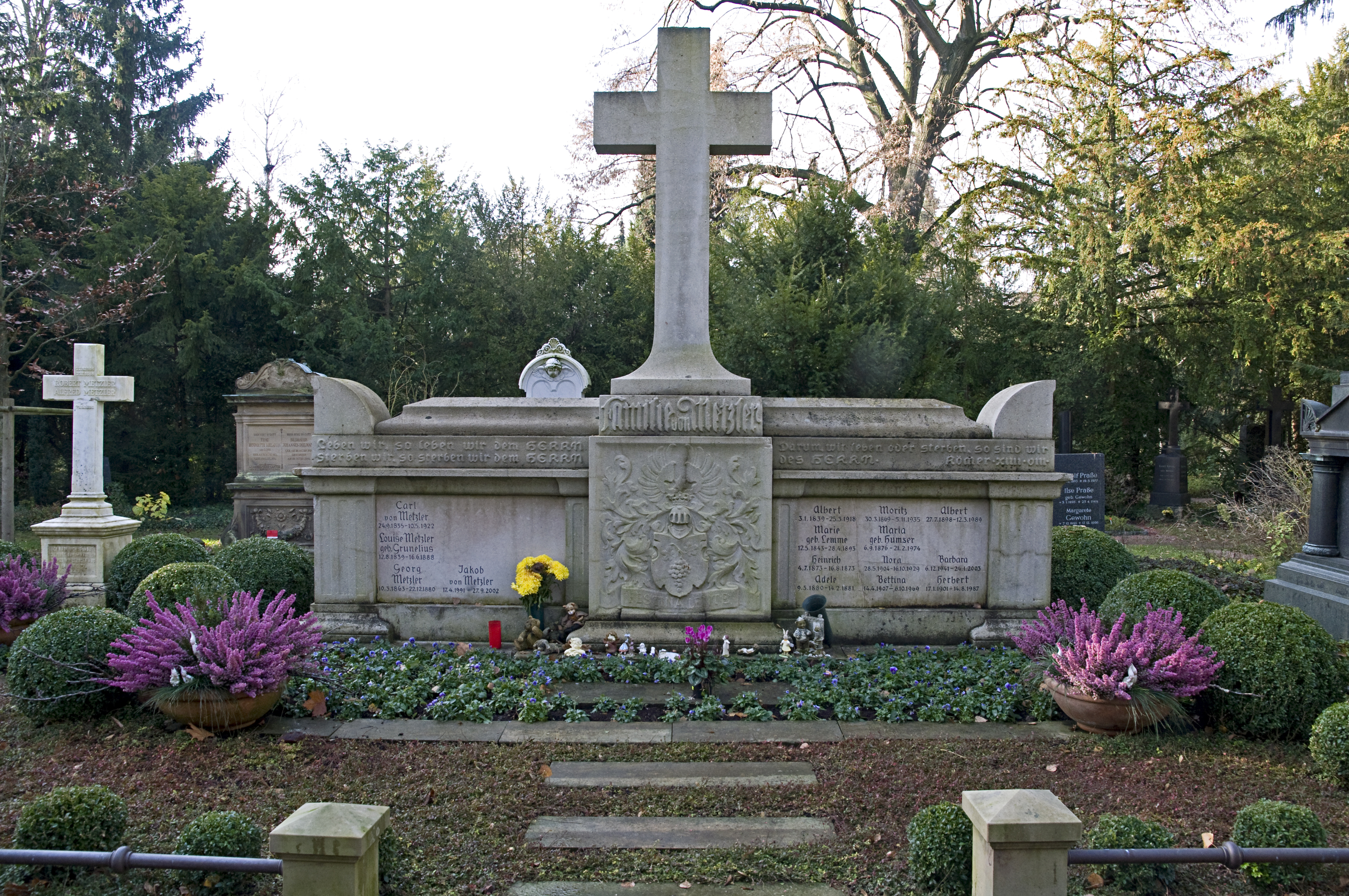
Sepultura da família do banqueiro Metzler

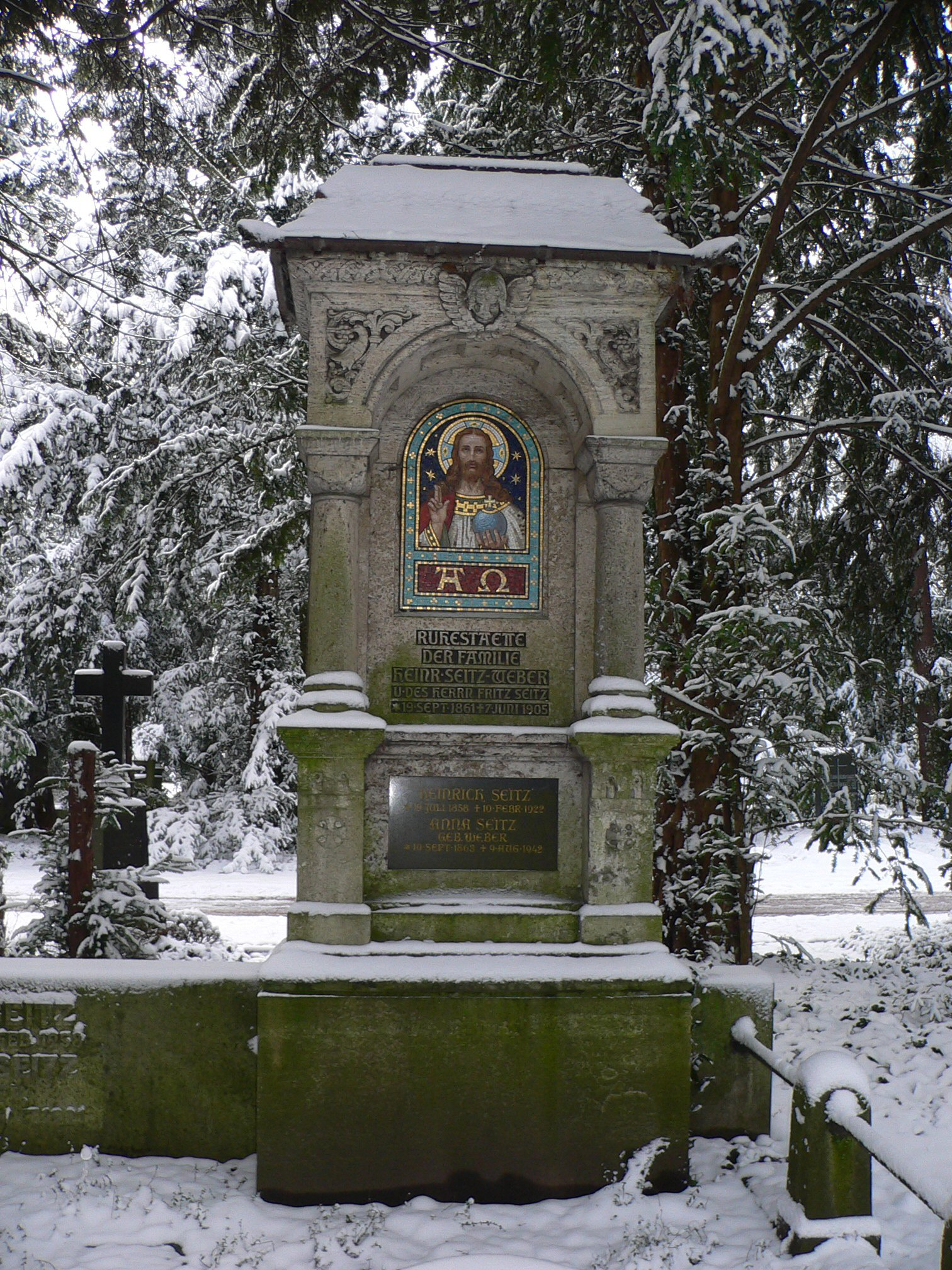
Sepultura da família Seitz

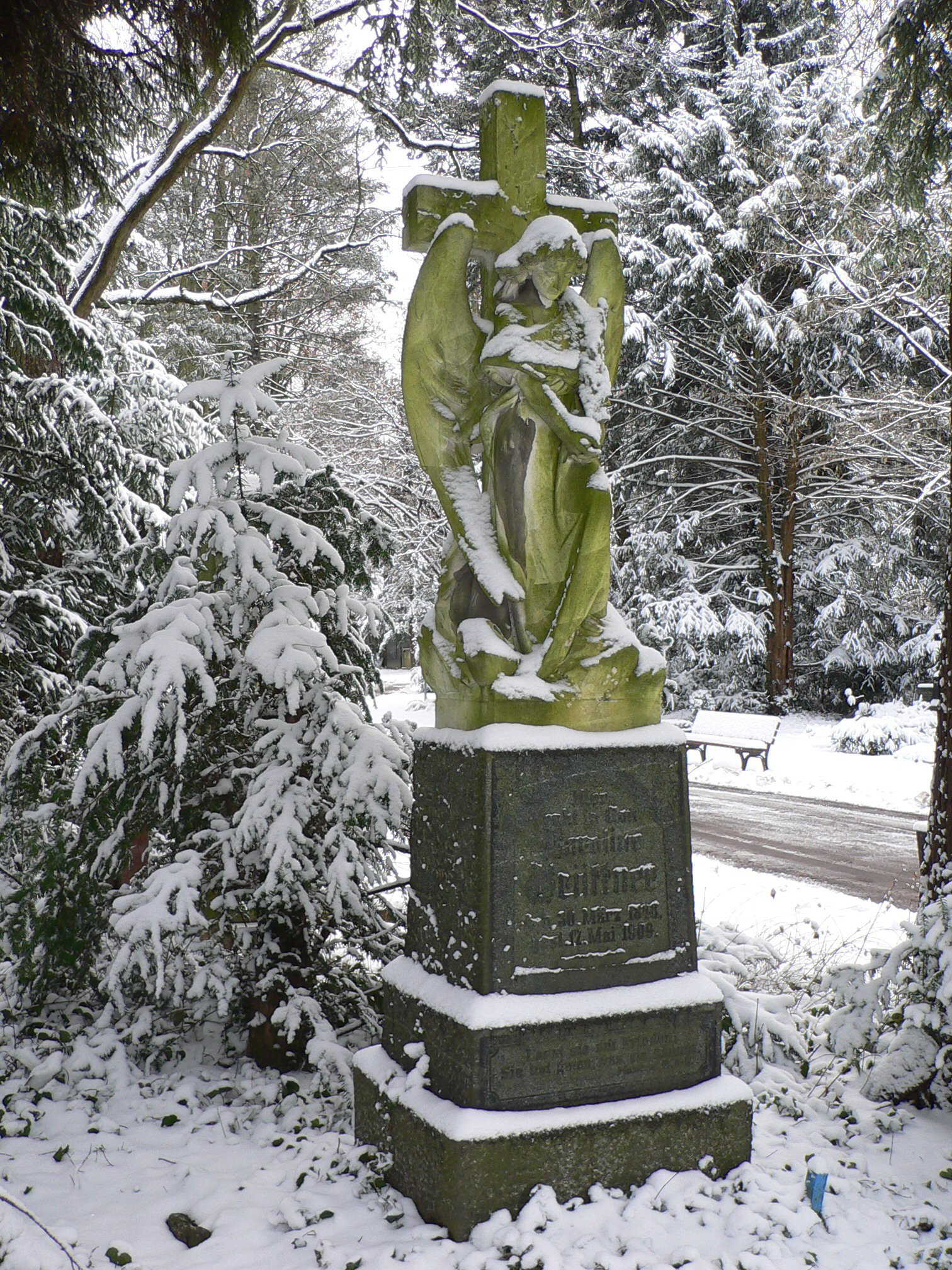
Sepultura da família Grüttner

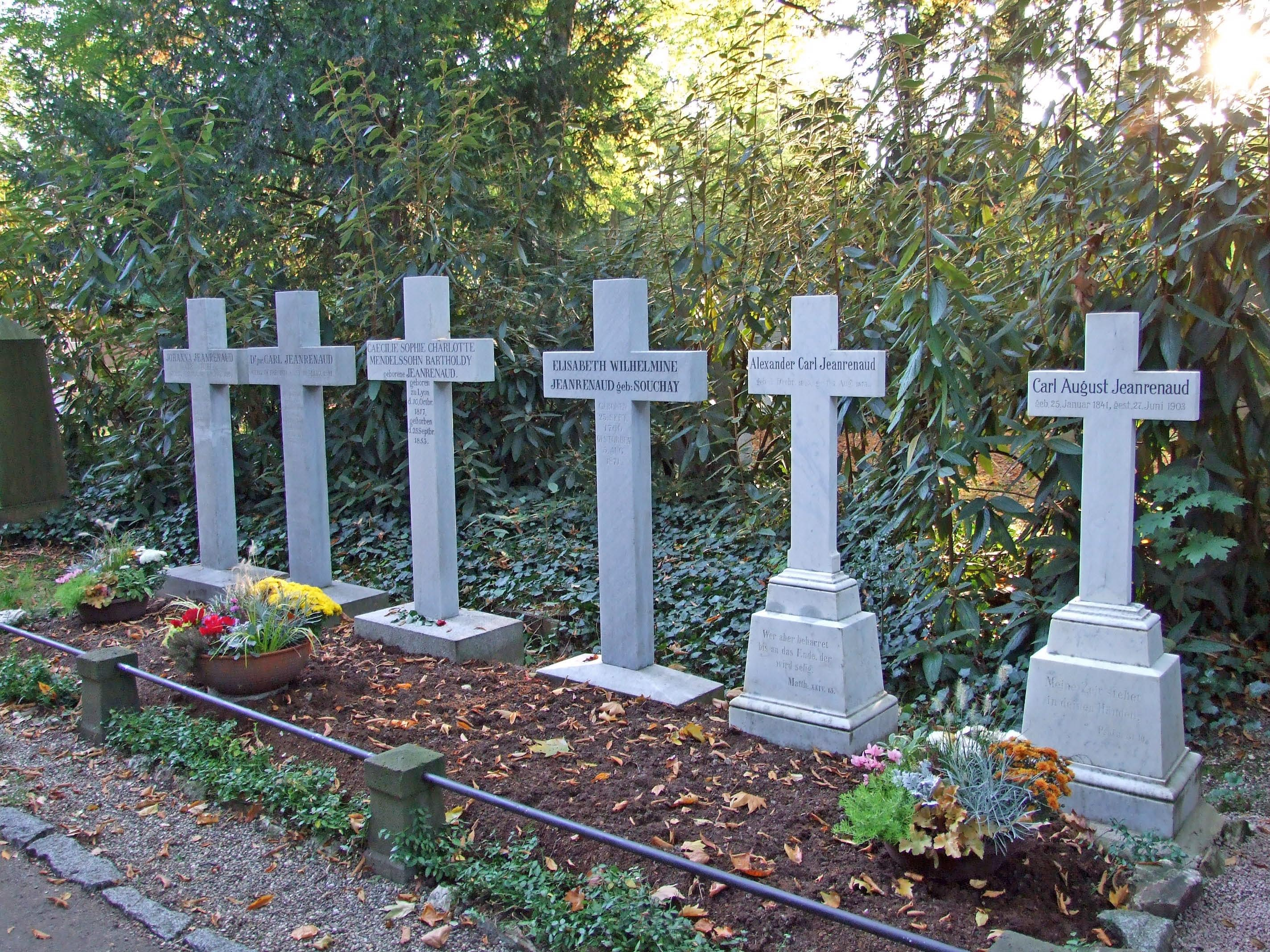
Cécile Charlotte Sophie Mendelssohn Bartholdy née Jeanrenaud, mulher de Felix Mendelssohn, com outros membros da família

O Cemitério de Frankfurt am Main (em alemão:  Hauptfriedhof) é o maior cemitério em Frankfurt am Main, Alemanha, aberto em 1828. Localizado diretamente adjacente ao Antigo Cemitério Judaico de Frankfurt e ao Novo Cemitério Jadaico de Frankfurt (aberto em 1928), constituindo conjuntamente uma das maiores áreas de cemitério na Alemanha.

## Sepultamentos notáveis
- A
  - Wolfgang Abendroth (1906–1985), jurista
  - Wilhelm Heinrich Ackermann (1789–1848), educador
  - Franz Adickes (1846–1915), prefeito de Frankfurt 1890–1912
  - Justinian von Adlerflycht (1761–1831), jurista e político
  - Theodor W. Adorno (1903–1969), filósofo
  - Wilhelm Altheim (1871–1914), pintor
  - Alois Alzheimer (1864–1915), médico
  - Alois Ammerschläger (1913–1995), executivo
  - Rudi Arndt (1927–2004), prefeito de Frankfurt 1972–1977
  - Hans von Auerswald (1792–1848), general e político, E243

- B
  - Bertha Bagge (1859–1939), pintor, J 61
  - Karl Ballenberger (1801–1860) pintor, F 47
  - Anne Bärenz (1950–2005), músico de jazz V 774
  - August de Bary (1874–1954), médico, D
  - Albrecht Becker (1840–1911), arquiteto, J 120
  - Jakob Becker (1810–1872), pintor, F 143
  - Peter Becker (1828–1904), pintor, F 1889
  - Wilhelm Amandus Beer (1837–1907), pintor C 260
  - Johann Adam Beil (1790–1852), senador e fundador do cemitério, C7
  - Maria Belli-Gontard (1788–1883), escritor, Gruft 43
  - Matthias Beltz (1945–2002), músico, XIII GG48
  - Willy Berking (1910–1979), compositor, Gedenkstätte E an der Mauer 339a
  - Família von Bethmann, banqueiros B an der Mauer 362 + 400
  - Ernst Beutler (1885–1960), literatura, scholar, C214a
  - Conrad Binding (1846–1933), founder of the Binding-Brauerei, F 816–817
  - Friedrich Landolin Karl Freiherr von Blittersdorf (1792–1861), político de Baden e diplomata, an der Mauer 106
  - Jakob Hermann Bockenheimer (1837–1908), cirurgião, E an der Mauer 539a
  - Fritz Boehle (1873–1916), pintor e escultor, X II 1
  - Johann Friedrich Böhmer (1795–1863), historiador, A 239
  - Família Bolongaro, businessmen, an der Mauer 432
  - Friedrich Bothe (1869–1952), historiador, IV 171
  - Rudolf Christian Böttger (1806–1881), químico, J 751a
  - Otto Brenner (1907–1972), executivo, E 1479b
  - Antonie Brentano (1780–1869) e mulher de Franz Brentano (1765–1844), mercador, Gruft 48
  - Willi Brundert (1912–1970), prefeito de Frankfurt 1964–1970, II 204a
  - Adolf von Brüning (1837–1884), fundador da Hoechst AG, J an der Mauer 606-609
  - Margarete Buber-Neumann (1901–1989), publicista, F 1908
  - Carl Peter Burnitz (1824–1886), pintor, E 724
  - Rudolf Burnitz (1789–1849), arquiteto, An der Mauer 516
  - Rudolf Heinrich Burnitz (1827–1880), arquiteto, An der Mauer 516

- C – D
  - Liesel Christ (1919–1996), atriz, J 296
  - Emil Claar (1847–1930), theatre director, I 183
  - Hermine Claar-Delia (1848–1908), atriz, I 183
  - Philipp Otto Cornil (1824–1907), pintor e historiador da arte, D 12
  - Sophie Cossaeus (1893–1965), atriz, F 1459
  - Philipp Jakob Cretzschmar (1786–1845), médico e founder of the Senckenberg Gesellschaft für Naturforschung, D 244/45
  - Hermann Dechent (1850–1935), priest, A 282
  - Franz Karl Delavilla (1884–1967), artista gráfico, I 1354
  - Jakob Fürchtegott Dielmann (1809–1885), pintor, J 548
  - Fritz Dietz (1909–1984), mercador, an der Mauer 410a

- E – F
  - Ludwig Edinger (1855–1918), médico, II GG 21
  - Anna Edinger (1863–1929), women's rights activist, II GG 21
  - Tilly Edinger (1897–1967), paleontologista, II GG 21
  - August Euler (1868–1957), ministro da aviação, IV 120
  - Louis Eysen (1843–1899), pintor, an der Mauer 555a
  - Christian Wilhelm von Faber du Faur (1780–1857), jurista, general e pintor militar, D 86
  - Karl Konstanz Viktor Fellner (1817–1866), prefeito de Frankfurt, D an der Mauer 164
  - Anselm von Feuerbach (1775–1833), jurista, C an der Mauer 105
  - Johann Karl von Fichard (1773–1829), historiador, C a.d.Mauer 79
  - Karl Flesch (1853–1915), político E 47a
  - Berthold Freudenthal (1873–1929), jurista V 74a
  - Leo Frobenius (1873–1938), pesquisador da África, C 424

- G – H
  - Mausoleum Gans, construído em 1909 para Friedrich Ludwig von Gans IV
  - Leo Gans (1843–1935), executivo, III GG 9
  - Else Gentner-Fischer (1883–1943), cantora de ópera, II 34
  - Robert Gernhardt (1937–2006), escritor, A 1103
  - Hermann Goepfert(1926–1982), pintor, XIII 361
  - Georg Goltermann (1824–1898), compositor, D an der Mauer 153
  - Familie Gontard, B Gruft 44
  - Karl Graebe (1841–1927), químico, D 75
  - Günther Groenhoff (1908–1932), XIV 219b
  - Georg Friedrich von Guaita (1772–1851), prefeito de Frankfurt, C 8
  - Karl Gutzkow (1811–1878), escritor, D 272a
  - Philipp Friedrich Gwinner (1796–1868), prefeito de Frankfurt, B an der Mauer 399
  - Adolf Haeuser (1857–1938), industrialista, II 192
  - Ferdinand Happ (1868–1952), poeta, A 159a
  - Eduard Ludwig von Harnier (1800–1868), prefeito de Frankfurt, E an der Mauer 359a
  - Georg Hartmann (1870–1954), executivo, II 34
  - Hans Hartz (1943–2002), songwriter, XIV 9
  - Samuel Friedrich Hassel (1798–1876), cantor e ator, A 24
  - Johann Heinrich Hasselhorst (1825–1904), pintor, F 1820
  - Eva Heller (1948–2008), escritor
  - Philipp Helfmann (1843–1909), executivo, E 774
  - Johann Friedrich Christian Hess (1785–1845), arquiteto, D 457
  - Friedrich Hessemer (1800–1860), arquiteto, F II
  - Kurt Hessenberg (1908–1994), compositor G 540
  - Karl Heussenstamm (1835–1913), prefeito de Frankfurt, G 428
  - Carl Heinrich Georg von Heyden (1793–1866), prefeito de Frankfurt, D 216 an der Mauer
  - Wilhelm Hill (1838–1902), compositor, E 131
  - Joseph Hoch (1815–1874), lawyer e founder of the Hoch Conservatory, Gruft 39
  - Heinrich Hoffmann (1809–1894), escritor (Struwwelpeter), G an der Mauer 541
  - Wilhelm Hollbach (1893–1962), prefeito de Frankfurt, I 1118
  - Adolph von Holzhausen (1866–1923), F an der Mauer 184
  - Anton Ulrich von Holzhausen (1754–1832), prefeito de Frankfurt, F an der Mauer 137
  - Heinrich Holzmann (1879–1962), executivo, II GG3
  - Johann Philipp Holzmann (1805–1870), executivo, F 568
  - Arthur Hübscher (1897–1985), escritor e chairman of the Schopenhauer Society, A 24a (next to Arthur Schopenhauer)
  - Ricarda Huch (1864–1947), escritora, II 204
  - Wilhelm Friedrich Hufnagel (1754–1830), teólogo, C Reihe 12/37

- I – L
  - Johannes Janssen (1829–1891), historiador, E 562
  - Wilhelm Jordan (1819–1904), escritor, F 946
  - Rudolf Jung (1859–1922), historiador, G 1500
  - Heinz-Herbert Karry (1920–1981), político, XIV 202
  - Anton Kirchner (1779–1835), historiador, D 60
  - Johanna Kirchner (1889–1944), political activist, I 242
  - Heinrich Kleyer (1853–1932), executivo, II 191
  - Ferdinand Karl Klimsch (1812–1890), pintor, V 428
  - Karl Ferdinand Klimsch (1841–1926), pintor, V 428
  - Walter Kolb (1902–1956), prefeito de Frankfurt A 55a
  - Friedrich Krebs (1894–1961), prefeito de Frankfurt, XII 646
  - Georg Ludwig Kriegk (1805–1878), historiador, E 93
  - Armin K.W. Kutzsche (1914–1995), médico, C
  - Ludwig Landmann (1868–1945), prefeito de Frankfurt, A 290
  - Jakob Latscha (1849–1912), executivo, J 463a
  - Familie Julius Lejeune, B 106
  - Theodor Lerner (1866–1931), jornalista, A 47
  - Felix Maria Vincenz Andreas Fürst von Lichnowsky (1814–1848), político, E 243 (memorial)
  - Bruno Liebrucks (1911–1986), filósofo, IV 207
  - Alexander Linnemann (1839–1902), arquiteto, F 1356
  - Rose Livingston (1860–1914), filantropo, F an der Mauer 460b
  - Eugen Lucius (1834–1903), químico, F 2046, 2047
  - Carl Luley (1887–1966), ator, XIII 618

- M – N
  - Erwin Madelung (1881–1972), físico, A 609
  - Charlotte Mahler (1894–1973), cirurgião, II GG 31
  - Ernst Majer-Leonhard (1889–1966), líder escolar, E
  - Carl Malß (1792–1848), poeta, A Reihe 94/98
  - Albert Mangelsdorff (1928–2005), músico de jazz, XV 31
  - Friedrich Nicolas Manskopf (1869–1928), mercador de vinho, D 294
  - Edwin von Manteuffel (1809–1885), general, Altes Portal (memorial)
  - Ernst May (1886–1970), arquiteto, A 274
  - Carl Friedrich Wilhelm Meister (1827–1895), industrialista, an der Mauer 450
  - Cécile Charlotte Sophie Mendelssohn Bartholdy née Jeanrenaud (1817–1851), mulher de Felix Mendelssohn Bartholdy, E 172
  - Richard Merton (1881–1960), industrialista e filantropo, II GG 10, 11
  - Wilhelm Merton (1848–1916), Industrialista, II GG 10,11
  - Albert von Metzler (1839–1918), banqueiro, C 88
  - Johann Friedrich von Meyer (1772–1849), senador, an der Mauer D 176
  - Johannes von Miquel (1828–1901), prefeito de Frankfurt, D 297
  - Alexander Mitscherlich (1908–1982), escritor, J 1049
  - Margarete Mitscherlich (1917–2012), médico, J 1049
  - Franz Joseph Molitor (1779–1860), escritor, F 250
  - Walter Möller (1920–1971), prefeito de Frankfurt, II 202c
  - Tycho Mommsen (1819–1900), filólogo, F 1608
  - Carl Morgenstern (1811–1893), pintor F 864
  - Johann Friedrich Morgenstern (1777–1844), pintor, A 101
  - Johann Georg Mouson (1812–1894), executivo, V 163
  - Victor Müller (1830–1871), pintor, an der Mauer 542a
  - Daniel Heinrich Mumm von Schwarzenstein (1818–1890), prefeito de Frankfurt, A 84
  - Ernst Franz August Münzenberger (1833–1890), colecionador de arte, B 141
  - Carl Friedrich Mylius (1827–1916), fotógrafo, C Gruft 24
  - Karl Jonas Mylius (1839–1883), arquiteto, C Gruft 24
  - Josef Neckermann (1912–1992), B an der Mauer 380–81
  - Christian Ernst Neeff (1782–1849), médico, an der Mauer 62
  - Ludwig von Neher (1850–1916), arquiteto, II GG 69
  - Peter von Oubril (1774–1848), diplomata russo, Gruft 13

- P – R
  - Alfons Paquet (1881–1944), jornalista, A 276a
  - Marie Paquet-Steinhausen (1881–1958), pintor A 276a
  - Johann David Passavant (1787–1861), historiador da arte F 589
  - Theodor Petersen (1836–1918), químico, A 61
  - Camille Armand Jules Marie Prince de Polignac (1832–1913), general dos Estados Unidos, C Gruft 30
  - Max Quarck (1860–1930), político, E 743
  - Meta Quarck-Hammerschlag (1864–1954), político, E 743
  - Joseph Joachim Raff (1822–1882), compositor suíço, D 298
  - Ludwig Rehn (1849–1930), cirurgião, V 143
  - Marcel Reich-Ranicki (1920–2013), crítico literário, XIV 34 UG
  - Teofila Reich-Ranicki (1920–2011), artist, XIV 34 UG
  - Countess Emilie von Reichenbach-Lessonitz née Ortlepp (1791–1843), mulher do the Elector of Hesse, Mausoleum, F 1
  - Carl Theodor Reiffenstein (1820–1893), pintor, G 372
  - Ferdinand Ries (1784–1837), compositor e aluno de Beethoven
  - Sebastian Rinz (1782–1861), C 155
  - Friedrich Roessler (1813–1883), an der Mauer 444
  - Ludwig Rottenberg (1864–1932), compositor, II GG29
  - Friedrich Rumpf (1795–1867), arquiteto, an der Mauer 269a
  - Eduard Rüppell (1794–1884), pesquisador da África, F 155a

- S
  - Gottfried Scharff (1782–1855), merchant e prefeito de Frankfurt, B an der Mauer 330
  - Friedrich Schierholz (1840–1894), escultor, J 634 Plan Nr.158
  - Adolf Schindling (1887–1963), senador, III
  - Dorothea Schlegel née Mendelssohn (1763–1839), escritora, B 180
  - Matthias Schleiden (1804–1881), botânico, J 751b
  - Peter Schmick (1833–1899), arquiteto, an der Mauer 465a
  - Johann Friedrich Moritz Schmidt-Metzler (1838–1907), médico, C 90
  - Pauline Schmidt (1840–1856), C 148, N 50° 07' 55.2 E 008° 41' 17.8
  - Eduard Schmidt von der Launitz (1797–1869), escultor, an der Mauer 398a
  - Victor Schmieden (1874–1945), cirurgião
  - Otto Scholderer (1834–1902), pintor F 185a
  - Arthur Moritz Schoenflies (1853–1928), XIV 403
  - Arthur Schopenhauer (1788–1860), filósofo, A 24, N 50° 07' 59.7 E 008° 41' 04.3
  - Norbert Schrödl (1842–1912), pintor, I 531
  - Samuel Thomas von Soemmerring (1755–1830), anatomista, an der Mauer 178
  - Elisabeth Schwarzhaupt (1901–1986), político, II 268
  - Johann Baptist von Schweitzer (1833–1875), político, Gruft 32
  - Hermann Senf (1878–1979), arquiteto, VII 231a
  - Lutz Sikorski (1950–2011), político, D 550
  - Albert Steigenberger (1889–1958), IV 125
  - Wilhelm Steinhausen (1846–1924), pintor, E 577a
  - David Stempel (1869–1927), II 220
  - Adolf Stoltze (1842–1933), poeta, II GG 23
  - Friedrich Stoltze (1816–1891), jornalista, J 306, N 50° 08' 02.8" E 008° 41' 26.6
  - Ignatz Stroof (1838–1920), químico, I 212
  - Carl-Heinrich von Stülpnagel (1886–1944), general, an der Mauer 402b (memorial)
- T – Z
  - Alfred Teves e família, executivo, II 135
  - Gustav Treupel (1867–1926), médico, V
  - Abisag Tüllmann (1935–1996), fotógrafo, F 1763
  - Siegfried Unseld (1924–2002), publicista, II 203
  - Franz Volhard (1872–1950), médico, V 311
  - Friedrich Karl Waechter (1937–2005), cartunista, J 1066
  - Walter Wallmann (1932–2013), prefeito de Frankfurt, XIV, 32
  - Beda Weber (1798–1858), katholischer Stadtpfarrer und Mitglied der Nationalversammlung B 141, 142
  - Arthur von Weinberg (1860–1943), executivo, II GG 29, 29a, 30
  - Marianne von Willemer (1784–1860), Goethe's love interest, D 261
  - Franz Xaver Winterhalter (1805–1873), pintor, C 123/124
  - Johann Georg August Wirth (1798–1848), escritor, A 98-88
  - Paul Wolff (1887–1951), médico, II GG 17a
  - Julius Ziehen (1864–1925), educador D 228
  - Johann Nepomuk Zwerger (1796–1868), escultor